# Grignano (Brembate)
Grignano [ɡɾiˈɲ(ː)aːno] (Grignà [ɡɾiˈɲa] in dialetto bergamasco) è l'unica frazione di Brembate, in provincia di Bergamo, si trova a nord dell'autostrada Milano-Venezia.

## Storia
La località è un piccolo villaggio agricolo di antica origine, da sempre costituito in comune e parrocchia.
Il paese divenne frazione di San Gervasio su ordine di Napoleone Bonaparte, ma gli austriaci annullarono la decisione al loro arrivo nel 1815 con il Regno Lombardo-Veneto.
Dopo l'unità d'Italia il paese crebbe da meno di quattrocento a più di settecento abitanti. Fu il fascismo a decidere nel 1928 la soppressione del comune unendolo a Brembate.

## Monumenti e luoghi d'interesse
Interessante sul territorio è la chiesa dei Santi Fermo e Rustico in Bedesco in stile romanico risalente al XII secolo.